# Sân bay quốc tế Sihanoukville
Sân bay quốc tế Sihanouk (tên cũ là Sân bay quốc tế Sihanoukville) (IATA: KOS, ICAO: VDSV)(tiếng Khmer: អាកាសយានដ្ឋានអន្តរជាតិខេត្តព្រះសីហនុ tiếng Pháp: Aéroport International de Sihanouk),(IATA: KOS, ICAO: VDSV), là sân bay cách Sihanoukville 15 km về phía Đông, là sân bay quốc tế thứ 3 tại Campuchia. Sân bay này cũng được gọi là Sân bay Kang Keng.  Tên gọi tắt theo IATA là KOS lấy từ tên cũ của Sihanoukville là Kompong Som. Sân bay này được xây cuối những năm 1960 với sự trợ giúp của Liên Xô.  Sau một thời gian đóng cửa lâu dài, sân bay này đã được mở lại ngày 15/01/2007.  Đường băng đang được kéo dài ra 2200 m để đón các loại tàu bay lớn.

## Các hãng hàng không
| Hãng hàng không           | Các điểm đến |
| ------------------------- | --- |
| 9 Air                     | Guangzhou, |
| AirAsia                   | Kuala Lumpur–International, |
| Bangkok Airways           | Bangkok–Suvarnabhumi (bắt đầu từ ngày 1/1/2020), |
| Cambodia Airways          | Ma Cao, Phnôm Pênh, Siem Reap |
| Cambodia Angkor Air       | Bắc Kinh-Thủ đô, Guangzhou (bắt đầu từ ngày ngày 27 tháng 10 năm 2019), Tp Hồ Chí Minh, Phnôm Pênh, Siem Reap                                                                                      |
| Cambodia Bayon Airlines   | Phnôm Pênh, Siem Reap |
| Hainan Airlines           | Haikou, Shenzhen, |
| JC International Airlines | Bangkok–Suvarnabhumi, Chongqing, Guangzhou, Hangzhou, Ma Cao, Nanchang, Nanning, Phnôm Pênh, Quanzhou, Sanya, Shenzhen, Siem Reap, Tianjin, Wuhan, Xi'an, Xiamen, Xishuangbanna,                   |
| Juneyao Airlines          | Shanghai–Pudong, |
| Lanmei Airlines           | Changsha, Fuzhou, Guangzhou, Guiyang, Hong Kong, Jieyang, Kunming, Ma Cao, Nanchang, Phnôm Pênh, Quanzhou, Shenyang, Siem Reap, Taiyuan, Wuhan, Xi'an, Xishuangbanna, Yichang, Thuê chuyến: Linyi, |
| Loong Air                 | Changsha, Wenzhou, |
| Lucky Air                 | Chengdu, |
| Qingdao Airlines          | Nanjing, Zhanjiang, |
| Ruili Airlines            | Fuzhou, Kunming, Shenyang |
| Sichuan Airlines          | Chongqing, |
| Sky Angkor Airlines       | Xiamen, Thuê chuyến: Chengdu, Siem Reap, Wuhan |
| Thai AirAsia              | Bangkok–Don Mueang, |

## Thống kê[40]
| Năm  | Tổng Số lượt khách | Thay đổi%  | Tổng số Số lượt chuyến | Thay đổi%  |
| ---- | ------------------ | ---------- | ---------------------- | ---------- |
| 2012 | 13.022             | Giữ nguyên | 349                    | Giữ nguyên |
| 2013 | 19.713             | 51,38      | 570                    | 63,33      |
| 2014 | 43.400             | 120,16     | 998                    | 75,09      |
| 2015 | 94.630             | 1.853      |                        |            |